# تجريد تأملي
التجريد التأملي عبارة عن مفهوم لبياجيه يتم تطويره في المرحلة التشغيلية الرسمية.
وهو يصف كيف يحصل المراهقون على المعلومات للمرة الأولى من خلال التفكير في أفكارهم والتجريد من هذه الأفكار الشخصية. ويتيح ذلك لهم ملاحظة حالات عدم الاتساق في المجموعات النفسية ويعطي لهم القدرة على التفكير بشكل أخلاقي واجتماعي. ومع حصول المراهقين على هذه القدرة، يمتلكون القدرة على فهم وجهة نظر الآخرين، ويمكن أن ينظروا إلى العالم بناءً على ذلك.

## كتابات أخرى
- Galotti، K (2008). Cognitive Psychology: In and Out of the Laboratory (ط. 4). Thomson Wadsworth.